# Xot carablanc septentrional
El xot carablanc septentrional (Ptilopsis leucotis) és una espècie d'ocell de la família dels estrígids (Strigidae). Habita les sabanes d'Àfrica Subsahariana, principalment al nord de l'equador. El seu estat de conservació es considera de risc mínim.